# Стивен (гора)
Стивен (англ. Mount Stephen) — горная вершина высотой 3206 м, расположенная в долине реки Кикинг-Хорс в национальном парке Йохо, Британская Колумбия, Канада. Гора была названа в 1886 году в честь Джорджа Стивена, первого президента Канадской тихоокеанской железной дороги. Гора в основном состоит из сланцев и доломитов Кембрийского периода, сформированных около 550 миллионов лет назад. У вершины есть субпик, известный как Стивен SE1, в конце хребта протяжённостью 1 км, на 132° от главного пика, видимого с озера О’Хара.

## Восхождение
Первое восхождение было совершено 9 сентября 1887 года Джеймсом Дж. МакАртуром и его помощником Т. Райли. Этот поход был затруднён не только тяжёлым геодезическим оборудованием, которое они несли с собой, но и дымом от лесных пожаров, которые горели внизу и ограничивали видимость сверху. Позже, в 1892 году было совершено ещё одно восхождение, и где-то между этими восхождениями в верхней части горы обрушилось около 200 000 кубических футов (5700 м³) породы, что значительно облегчило последующие подъёмы.

## Альпинизм
Основным маршрутом подъёма является склон на юго-западной стороне, прямой, но длинный. Заключительный участок представляет собой резкий склон длиной 125 метров и оценивается как сложный. Набор высоты составляет 1920 м (6299 футов).
Для опытных скалолазов маршрут по северному хребту имеет категорию сложности 5.7 (по YDS).

## Климат
Согласно классификации климата Кёппена, гора Стивен расположена в субарктической климатической зоне с холодной, снежной зимой и мягким летом. Температура может опускаться ниже −20 °C, а ветро-холодовой индекс ниже −30 °C. Погодные условия в зимний период делают вершину одним из лучших мест в Скалистых горах для ледолазания. Осадки с горы стекают в реку Кикинг-Хорс.